# أندريا كوستا (لاعب كرة قدم)
أندريا كوستا (بالإيطالية: Andrea Costa) (و. 1986  م) هو لاعب كرة قدم، من إيطاليا، ولد في ريدجو إميليا، يلعب كمُدَافِع.

## روابط خارجية
- أندريا كوستا على موقع الاتحاد الأوربي (الإنجليزية)
- أندريا كوستا على موقع قاعدة بيانات كرة القدم.إي يو (الإنجليزية)
- أندريا كوستا على موقع Soccerway.com (الإنجليزية)
- أندريا كوستا على موقع عالم كرة القدم.نت (الإنجليزية)
- أندريا كوستا على موقع AS.com (الإسبانية)